# Kachenahalli, Channarayapatna
Kachenahalli là một làng thuộc tehsil Channarayapatna, huyện Hassan, bang Karnataka, Ấn Độ.